# Alejandra Procuna
Alejandra Weinstein Procuna (Ciudad de México, 14 de agosto de 1969) es una actriz mexicana, sus padres son Ernesto Weinstein Peña y Amparo Procuna Chamorro y es sobrina de la escritora Marcia del Río.

## Biografía
Alejandra Procuna inició su carrera tras ser elegida como "El Rostro del Heraldo" en 1988. Estudió actuación en el CEA y debutó como actriz en la obra teatral Pedro y el lobo. Sus primeros trabajos en televisión fueron en las telenovelas Yo compro esa mujer y Cenizas y diamantes, en esta última, versión moderna de La Cenicienta destacó interpretando a una de las malvadas hermanastras de la protagonista, papel a cargo de Lola Merino.
En 1992 participa en la telenovela Las secretas intenciones interpretando a la hermana favorecida por la madre también de la protagonista, Yolanda Andrade.
Continuó con una destacada carrera en televisión, donde destacan telenovelas como Huracán, Vivo por Elena, Duelo de pasiones y Tormenta en el paraíso, entre otras. Destacó como villana en telenovelas como María la del barrio, Nunca te olvidaré, Salomé, ¡Vivan los niños! y Amy, la niña de la mochila azul.
En 2005 participa en el reality Big Brother VIP junto a otros destacados artistas del medio.
En 2013 participa en la telenovela Lo que la vida me robó dando un giro a su carrera interpretando por primera vez a una sirvienta, la noble Dominga.
En 2014 participa en la telenovela Hasta el fin del mundo, pero más tarde su papel pasó a Gabriela Platas.

## Filmografía

### Televisión
- Amor amargo (2024-2025) - Dolores López[1]
- Golpe de suerte (2023-2024) - Irma de los Montes
- Contigo sí (2021-2022) - Yolanda Morales[2]
- Esta historia me suena (2021)[3]
- La mexicana y el güero (2020-2021) - Isis de Robles[4]
- Tenías que ser tú (2018) - Actriz
- Corazón que miente (2016) - Elena Solís Saldívar
- Que te perdone Dios (2015) - Eduviges de la Cruz y Ferreira
- Hasta el fin del mundo (2014) - Rosa Valera #1[5]
- Lo que la vida me robó (2013-2014) - Dominga García
- Como dice el dicho (2011-2018) - Claudia (1 episodio: "Del dicho al hecho")[6]
- Una familia con suerte (2011-2012) - Lidia Lagunes
- Soy tu dueña  (2010) ... Brenda Castaño
- La rosa de Guadalupe (2009-2023) - Varios episodios
- Los simuladores (2009) - Amalia Quiroz (1 episodio: "Workaholic")
- Mujeres asesinas (2009) - Clarissa (1 episodio: Soledad, cautiva)
- Tormenta en el paraíso (2007-2008) - Martha Valdivia
- La familia P. Luche (2007) - Exalumna (1 episodio: "Reunión escolar")
- Duelo de pasiones (2006) - Mariana Montellano
- Amy, la niña de la mochila azul (2004) - Minerva Camargo
- La Jaula (2003) - Invitada (1 episodio)
- ¡Vivan los niños! (2002-2003) - Diamantina Robles
- Big Brother VIP (2002) - Ella misma (participante)
- Güereja de mi vida (2001-2002) - Susana
- Navidad sin fin (2001-2002)  - Julieta Moreno
- Salomé (2001-2002) - Rebeca Santos
- El derecho de nacer (2001) - Hermana Juliana
- Carita de ángel (2000-2001) - Morelba
- Siempre te amaré (2000) - Olivia Salas de Berriozabal
- Alma rebelde (1999) - Iris de Villarreal
- Nunca te olvidaré (1999) - Mara Montalbán
- Vivo por Elena (1998)- Ely
- Mujer, casos de la vida real (1997-2006) - (10 episodios)
- Huracán (1997-1998) - Deyanira
- Te sigo amando (1996-1997) - Elisa
- Marisol (1996) - Malú
- María la del barrio (1995-1996) - Brenda Ramos del Real
- Bajo un mismo rostro (1995) - Sonia
- Las secretas intenciones (1992) - Clara Cardenal
- Cenizas y diamantes (1990-1991) - Cynthia
- Yo compro esa mujer (1990) - Georgette

### Cine
- Siete años de matrimonio (2013)
- Luz y sombra (2004)
- Una luz en la calle (2002)
- Embrujo de rock (1998)
- Embrujo de rock (1995)
- La víbora (1994) - Pilar
- Ayúdame compadre (1993)

### Teatro
- Pedro y el lobo
- Las Aventuras de Yael 2007[7]
- Las arpías 2009
- ¿Por que los Hombres Aman a las Cabronas? 2012[8]
- Cielo 2016[9]
- Una noche de locuras 2017[10][11]